# Tryvannstårnet
Tryvannstårnet – wieża telewizyjna w Oslo, otwarta w 1962 roku.

## Historia
Pierwszą wieżę w Tryvann, które obecnie jest dzielnicą Oslo, zbudował w 1867 roku Thomas Heftye. Miała ona trzy platformy widokowe, na które można było wejść po drabinach. Heftye podarował ją gminie Oslo. W 1884 roku zbudowano nową, również drewnianą i także trzyplatformową. Przetrwała ona do 1924 roku. W 1933 roku otwarto nową 18-metrową wieżę z platformą na szczycie. Różniła się od wcześniejszych, gdyż przypominała wieżę zamkową. W latach 50. XX wieku stała się niebezpieczna, ponieważ drewno przegniło. W 1960 roku rozpoczęto budowę kolejnej, czwartej wieży w tym miejscu. Oprócz platformy widokowej miała ona pełnić funkcje wieży telewizyjnej. Była również wykorzystywana do celów wojskowych przez NATO. Nowa wieża została otwarta 15 września 1962 roku. Właścicielem była gmina Oslo. Umieszczono na niej główne nadajniki krajowej sieci radiowej i telewizyjnej. Do lat 80. XX wieku z platformy widokowej na wieży korzystało rocznie około 120 000 odwiedzających. W 2004 roku z powodu niespełniania nowych przepisów przeciwpożarowych przez windę i schody wieża została zamknięta dla publiczności.
W 2007 roku analogowe nadajniki na wieży i zostały wyłączone. Część urządzeń nadawczych zostało przeniesionych do Norsk Teknisk Museum. Pomimo starań nie udało się ponownie otworzyć wieży, w 2019 roku pojawiła się koncepcja sprzedaży wieży prywatnemu inwestorowi.

## Opis
Wieża ma 118 metrów wysokości. Fundament dla betonowego korpusu ma głębokość sześciu pięter pod ziemią. W momencie otwarcia obok wieży zbudowano budynek usługowy z biurami i pomieszczeniami technicznymi, foyer i recepcją. Na szczycie znajdowała się publiczna galeria z dużymi oknami pozwalającymi oglądać panoramę Oslo.
Wieża znalazła się na czołówce stacji telewizyjnej NRK.

## Galeria

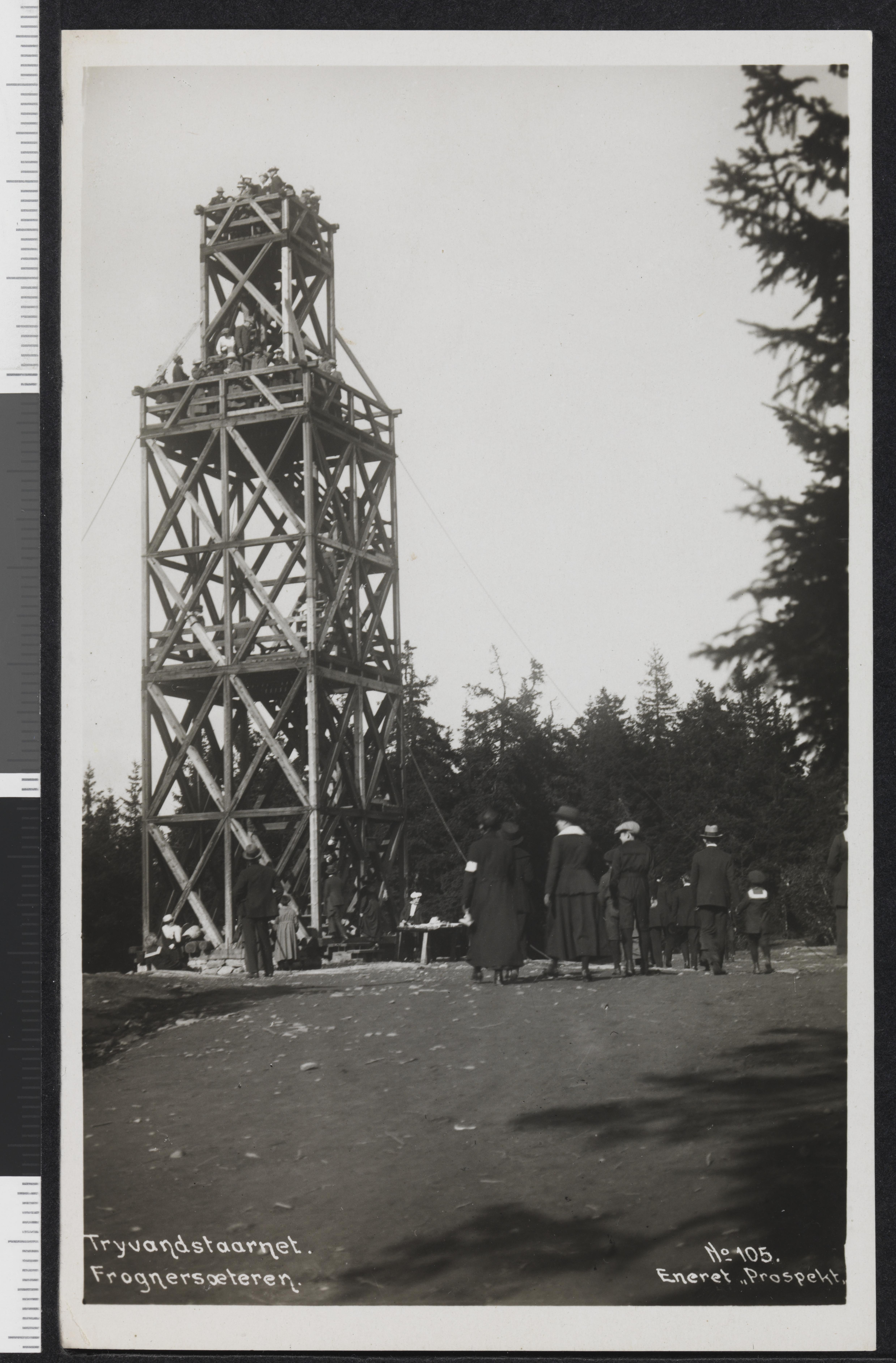
Druga wieża z 1884 roku.
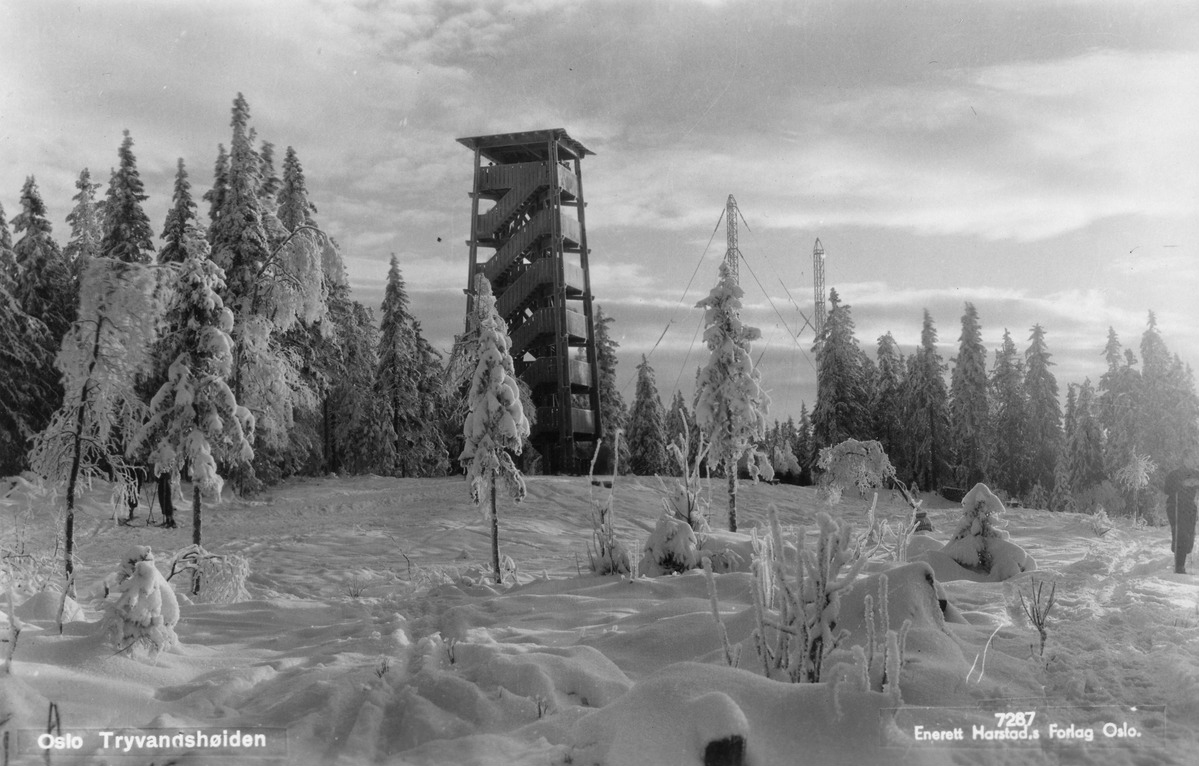
Trzecia wieża z 1933 roku.
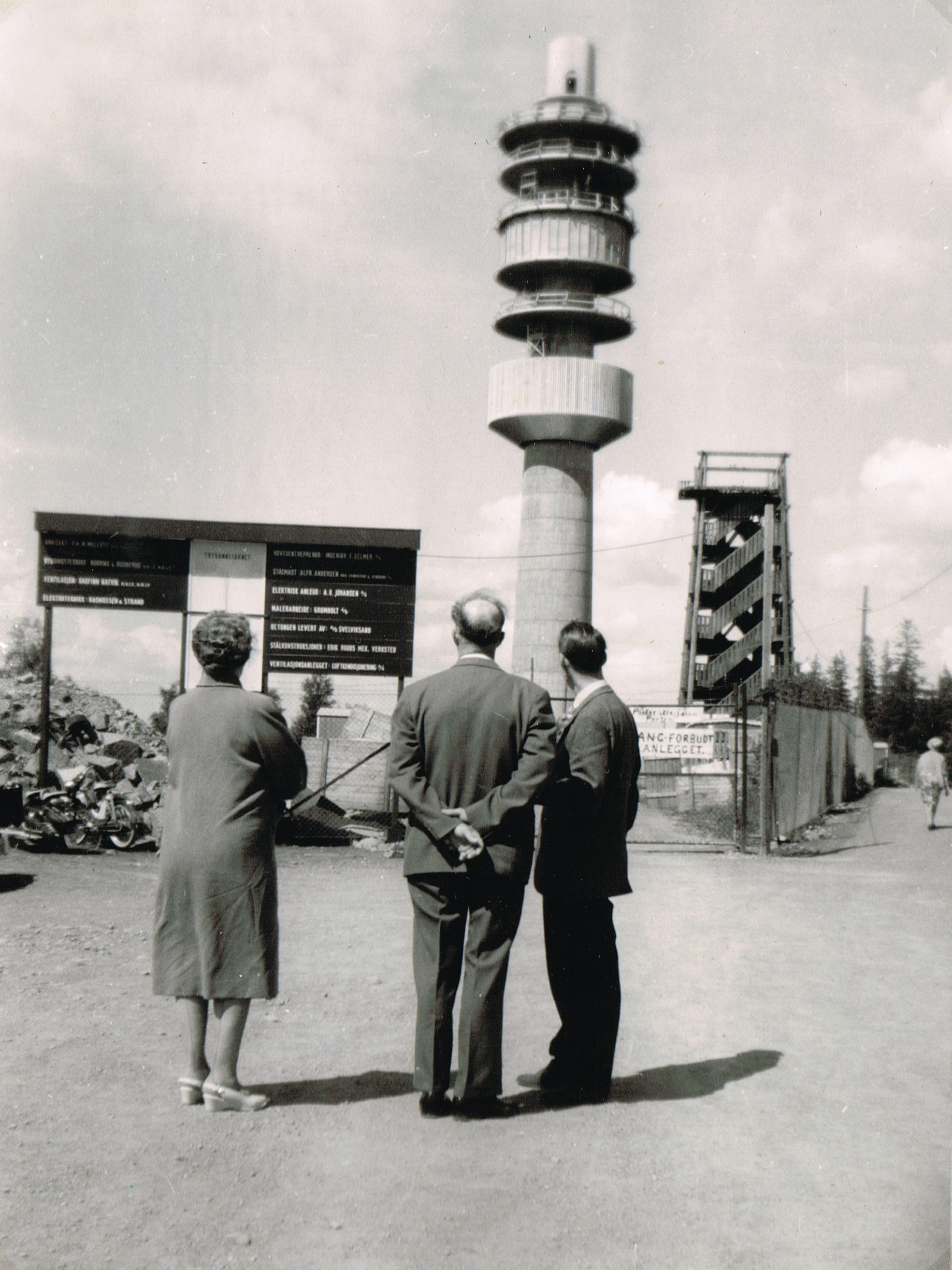
Obecna i stojąca obok niej stara wieża.